# Tampungrejo
Tampungrejo is een bestuurslaag in het regentschap Mojokerto van de provincie Oost-Java, Indonesië. Tampungrejo telt 2584 inwoners (volkstelling 2010).